# Eagle Mountain (Utah)
Eagle Mountain é uma cidade  localizada no estado norte-americano de Utah, no Condado de Utah.

## Demografia
Segundo o censo norte-americano de 2000, a sua população era de 2157 habitantes.
Em 2006, foi estimada uma população de 12.232, um aumento de 10075 (467.1%).

## Geografia
De acordo com o United States Census Bureau tem uma área de
108,0 km², dos quais 108,0 km² cobertos por terra e 0,0 km² cobertos por água.

## Localidades na vizinhança
O diagrama seguinte representa as localidades num raio de 20 km ao redor de Eagle Mountain.